# Жан Луї Кабаніс
Жан Луї Кабаніс (нім. Jean Louis Cabanis; 8 березня 1816 — 20 лютого 1906) — німецький орнітолог.

## Біографія
Жан Луї Кабаніс народився 8 березня 1816 року в Берліні в родині гугенотів, яка мігрувала з Франції. Про його раннє життя відомо мало. У 1835—1839 роках навчався в Берлінському університеті, потім вирушив в експедицію у Північну Америку, повернувшись у 1841 році з великою природознавчою колекцією. Він був асистентом директора, а згодом директором Музею природознавства Берліна (який на той час був Музеєм Берлінського університету), замінивши на посаді Мартіна Ліхтенштейна. У 1853 році Кабаніс заснував «Journal für Ornithologie» і був його головним редактором протягом наступних сорока одного року, коли його наступником став його зять Антон Райхенов.
Помер у Фрідріхсгагені.

### Епоніми
На його честь названо декілька видів птахів:
- Emberiza cabanisi
- Synallaxis cabanisi
- Poecilostreptus cabanisi
- Phyllastrephus cabanisi